# 金玉淑
金 玉淑（キム・オクスク、1935年3月11日 - ）は、大韓民国第13代大統領盧泰愚の妻で、ファーストレディ（1988年 - 1993年）。慶北女高等学校卒業。
兄は軍人・政治家として活躍した金復東、妹は琴震鎬元商工部長官の夫人、元政務長官、国会議員の朴哲彦は従兄弟。
盧泰愚の10億ウォン規模の不正蓄財は、彼女名義で銀行に振り込まれていた。